# Port de Sotchi
Le port de Sotchi est un port maritime sur la côte de la mer Noire dans le sud du kraï de Krasnodar en Russie.

## Histoire
L'infrastructure actuelle est de 1955 .

## Infrastructures et installations
C'est l'un des terminaux du transport par ferries.

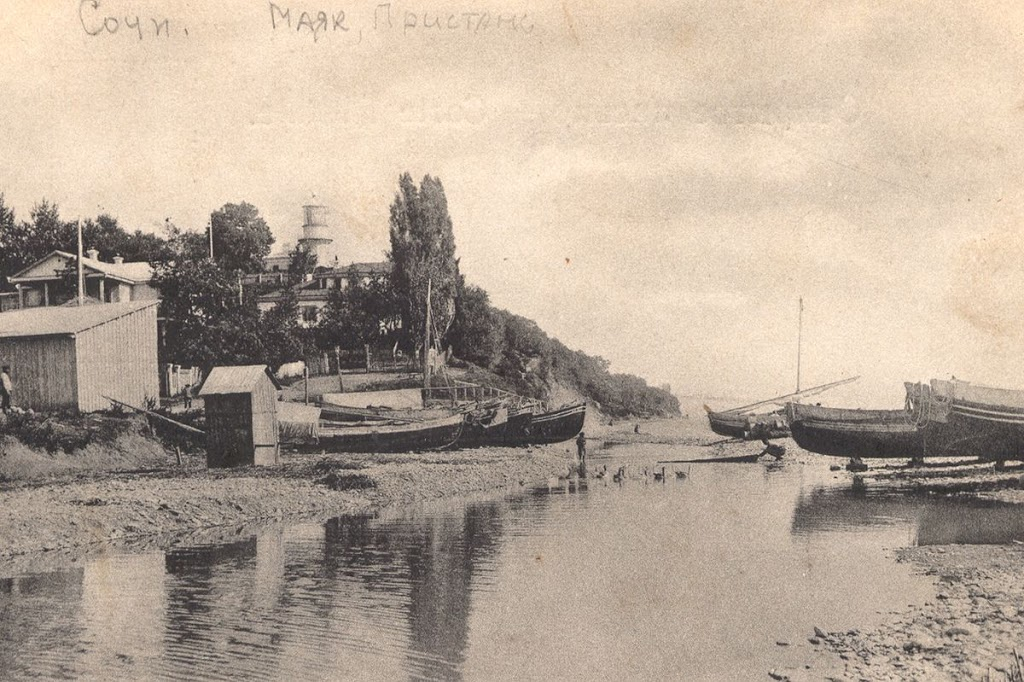
En 1910.
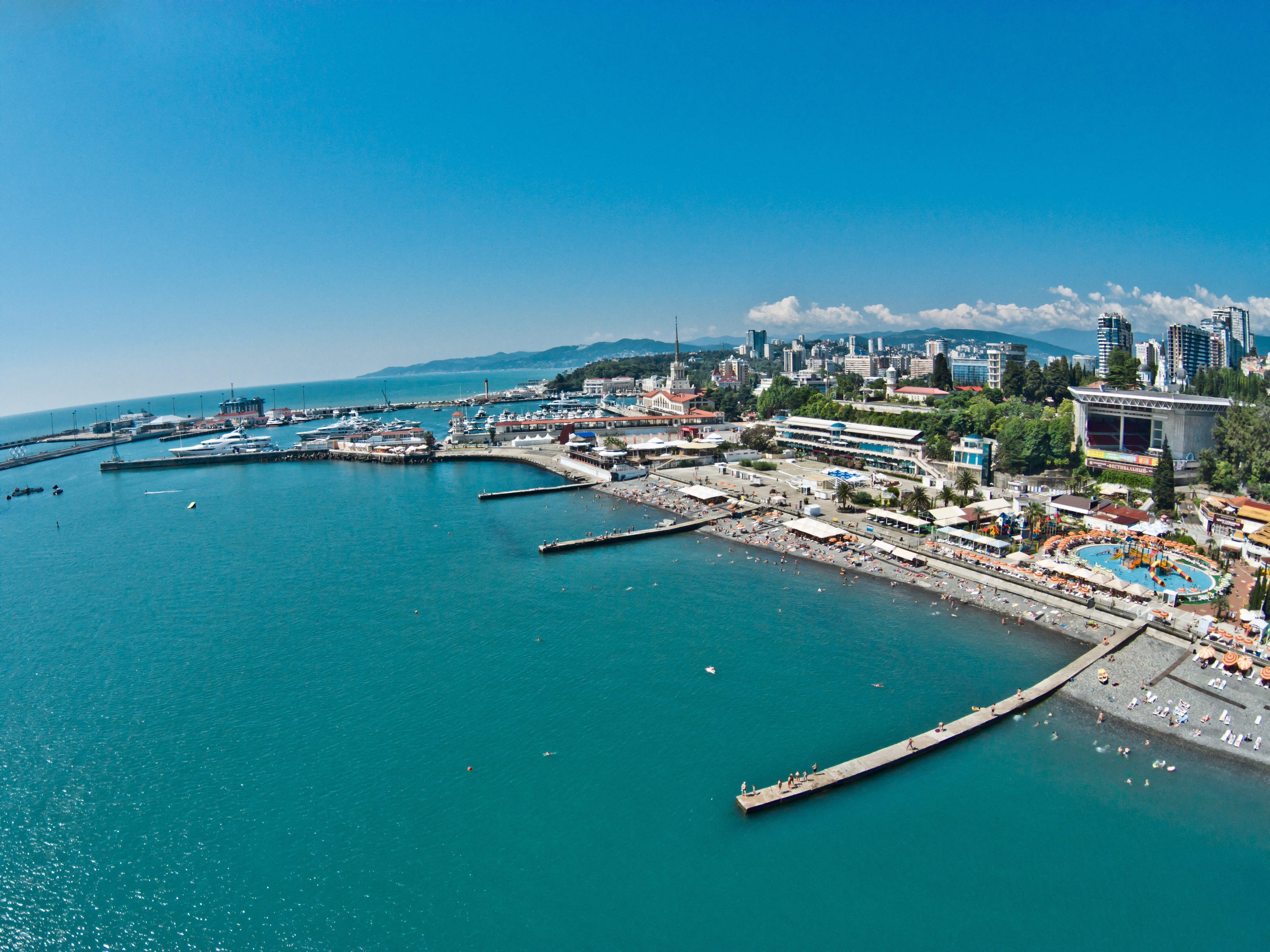
Sur la baie.
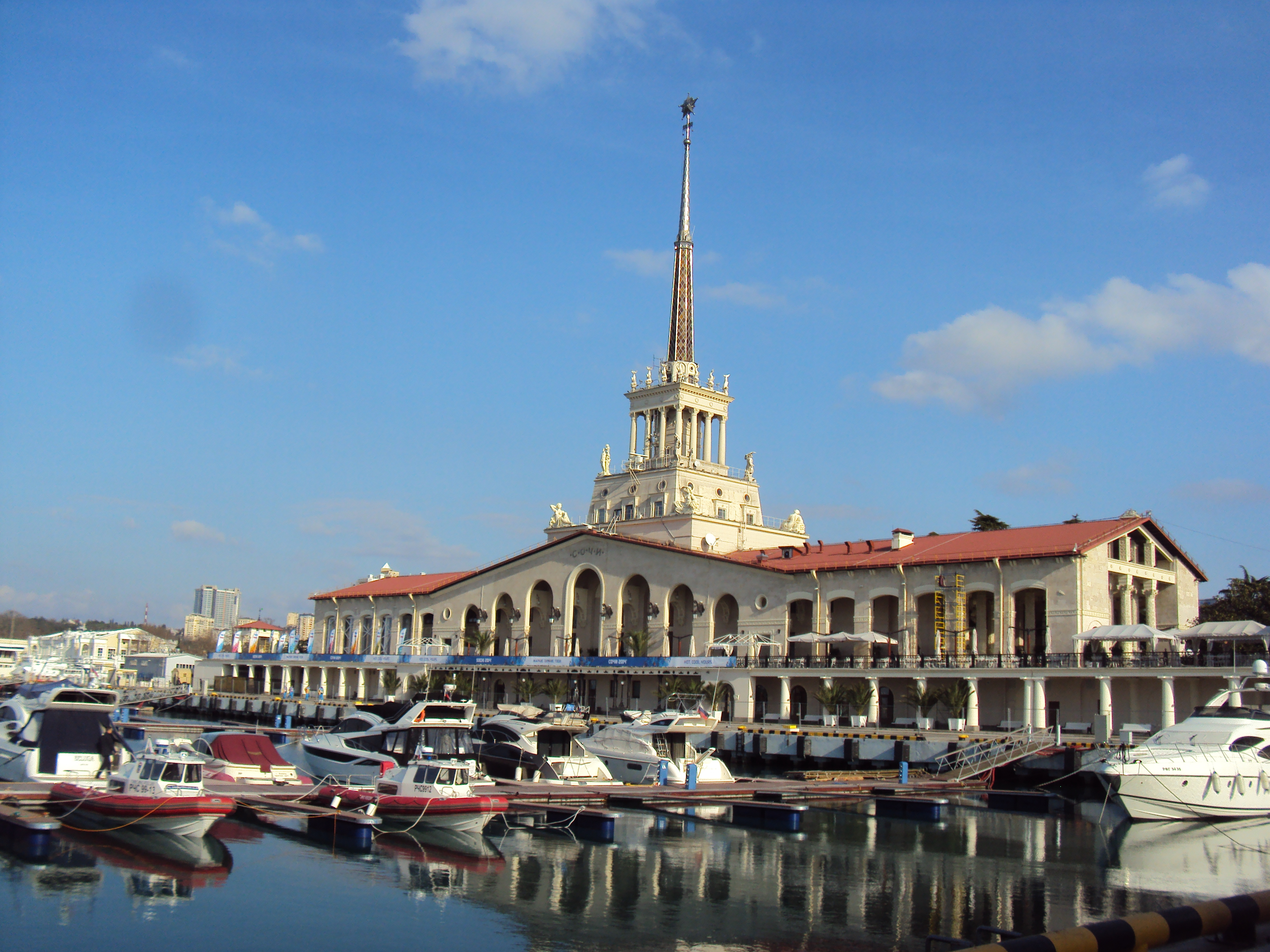
Bâtiment portuaire classé[1].
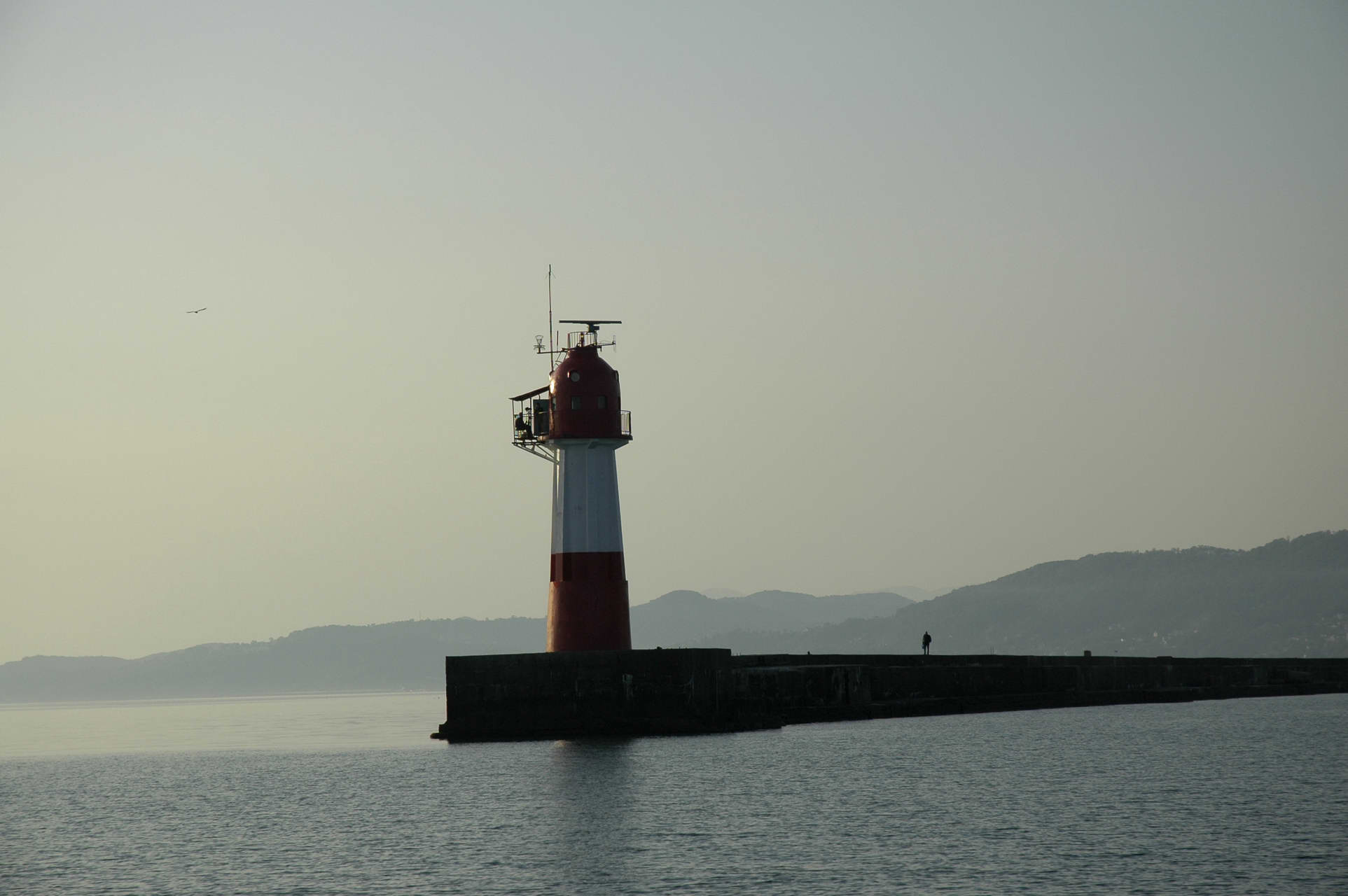
Son phare.

## Intermodalité
Il a deux quais affectés au transport de passagers et à la Gare maritime de Sotchi.